# Rolf-Peter Calliess

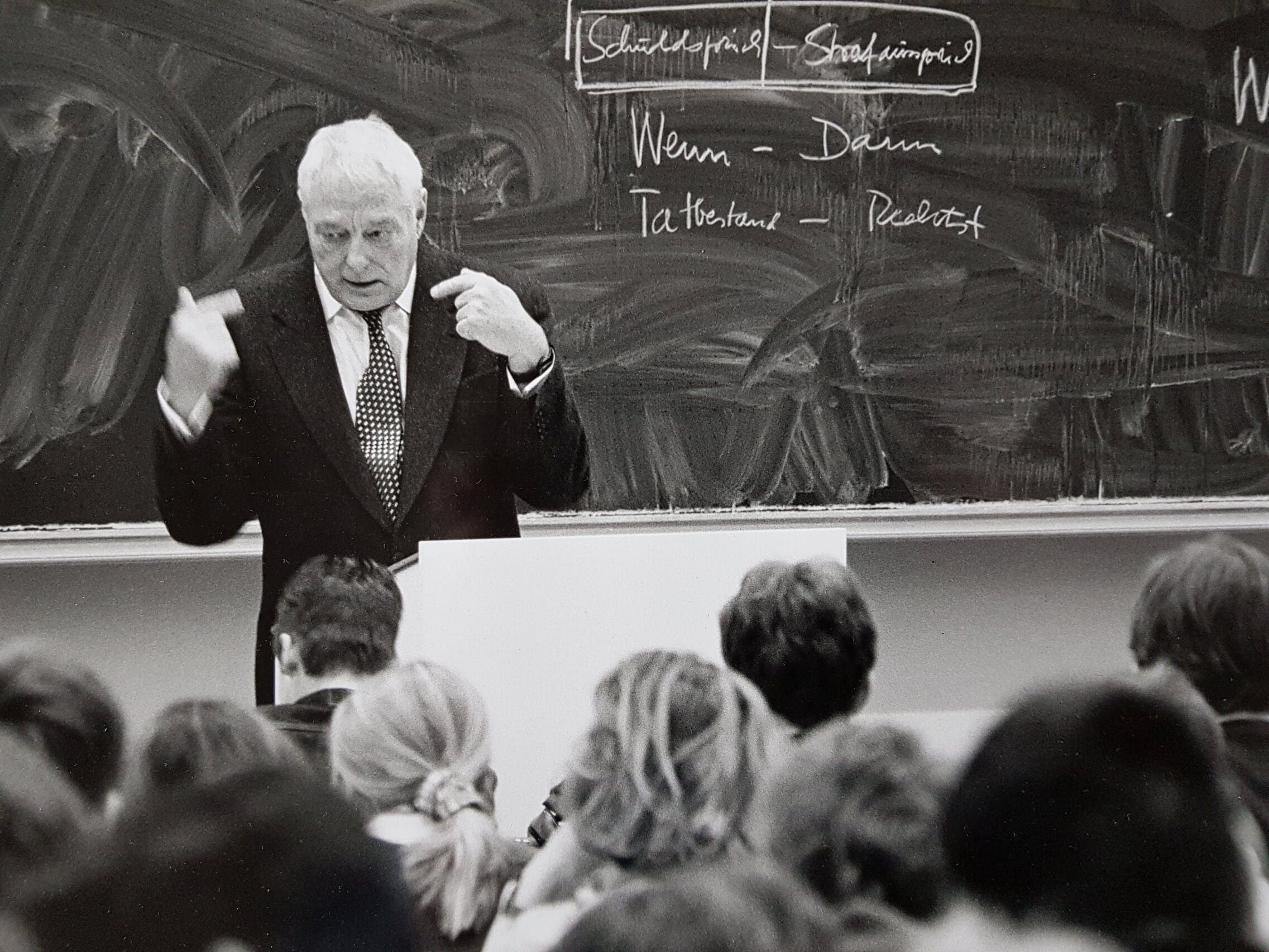
Calliess in einer Strafrechtsvorlesung an der Universität Hannover

Rolf-Peter Calliess (* 21. März 1935 in Berlin; † 31. Dezember 2018 in Kleinmachnow) war ein deutscher Rechtswissenschaftler und Hochschullehrer.

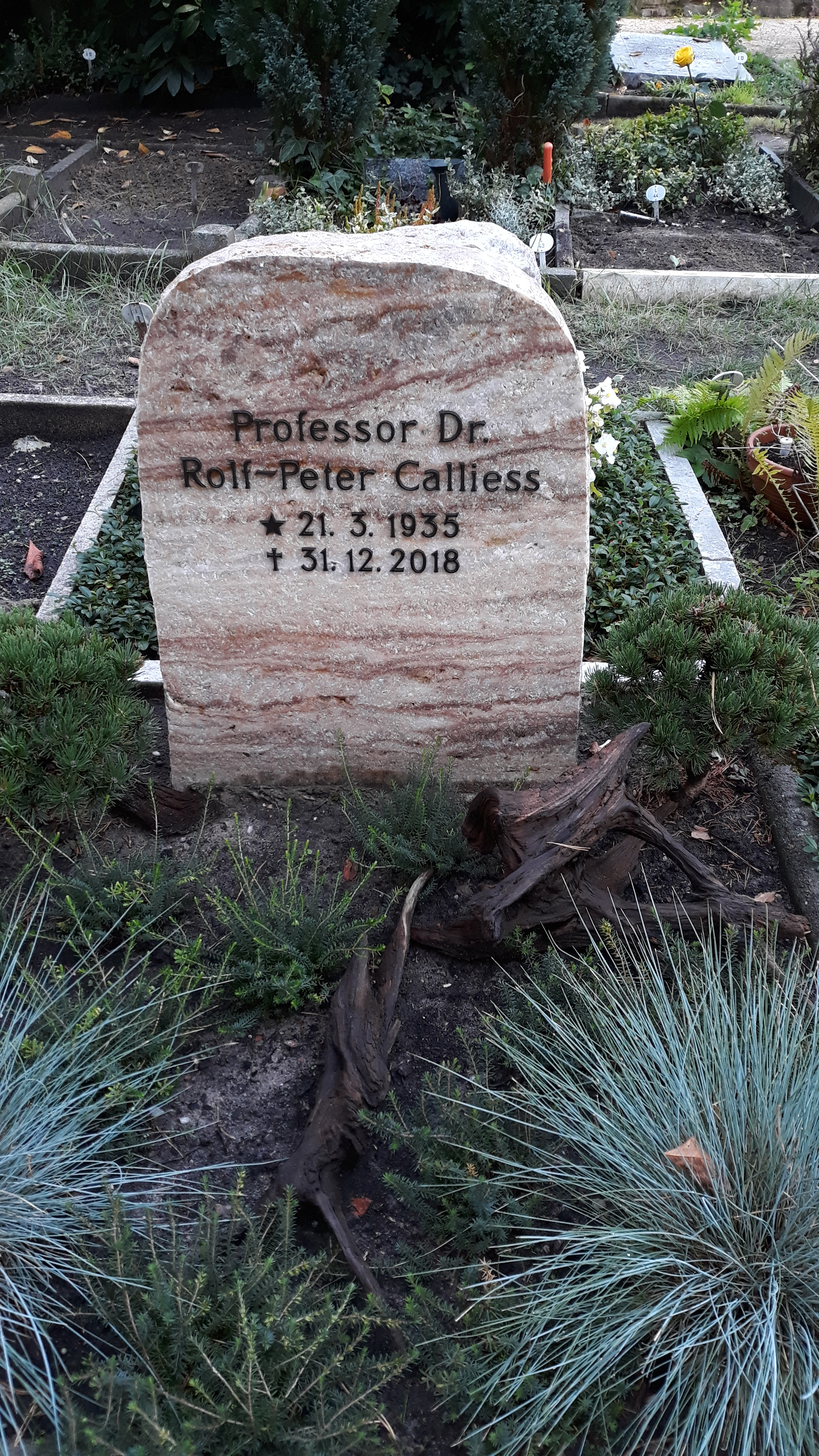
Das Grab von Rolf-Peter Calliess auf dem Evangelischen Kirchhof Nikolassee in Berlin.

## Leben
Calliess studierte Rechtswissenschaften in Berlin und Bonn; das Studium schloss er 1959 in Berlin ab. Im Zweitstudium studierte er bis 1960 Evangelische Theologie, Philosophie und Soziologie. Mit der bei Helmut Gollwitzer gefertigten Dissertation Eigentum als Institution. Eine Untersuchung zur theologisch-anthropologischen Begründung des Rechts wurde er 1961 an der FU Berlin zum Dr. phil. promoviert. Im Anschluss an das Referendariat in Berlin (Assessorexamen 1964) arbeitete er als Landeskirchenrat in Düsseldorf und war Hochschulassistent an der Universität des Saarlandes. 1973 habilitierte er sich bei Werner Maihofer an der Universität Bielefeld. An der Gottfried Wilhelm Leibniz Universität Hannover lehrte er ab 1974 Strafrecht, Strafprozessrecht, Strafvollzugsrecht und Rechtstheorie.
1986 erstattete er ein Gutachten beim Bundesverfassungsgericht, wonach § 240 Strafgesetzbuch wegen des Verstoßes gegen das Bestimmtheitsgebot aus Artikel 103 Absatz 2 Grundgesetz verfassungswidrig ist. Anlass war die Verurteilung von Mitgliedern der Friedensbewegung wegen Nötigung aufgrund von Sitzblockaden vor militärischen Einrichtungen. 1989 rief er im Zusammenhang mit Todesstrafen von Militärgerichten der NATO auf  deutschem Hoheitsgebiet dazu auf, „der Rechtssouveränität im Geltungsbereich des Grundgesetzes vollauf Geltung zu verschaffen“. 2005 wurde er aus Anlass seines 70. Geburtstags mit einem Kolloquium zum „Strafrecht als konkretisiertes Verfassungsrecht“ in der Universität Hannover geehrt. Sein Kommentar zum Strafvollzugsgesetz erschien 2008 in der 11. Auflage.
Die Rechtswissenschaftler Christian Calliess und Gralf-Peter Calliess sind zwei seiner Söhne.

## Schriften
- Eigentum als Institution. Eine Untersuchung zur theologisch-anthropologischen Begründung des Rechts, München 1962 (zugleich Dissertation)
- Kirche und Demokratie, München 1966
- Strafvollzug – Institution im Wandel. Eine empirische Untersuchung zur Lage des Männer-Erwachsenen-Strafvollzugs, Stuttgart 1970
- Der Begriff der Gewalt im Systemzusammenhang der Straftatbestände, Tübingen 1974 ISBN 3-16-635431-X
- Theorie der Strafe im demokratischen und sozialen Rechtsstaat. Ein Beitrag zur strafrechtsdogmatischen Grundlagendiskussion. Fischer, Frankfurt am Main 1974 ISBN 3-436-01713-2 (Habilitation)
- Der strafrechtliche Nötigungstatbestand und das verfassungsrechtliche Gebot der Tatbestandsbestimmtheit, NJW 1985, S. 1506–1513
- Die Todesstrafe in der Bundesrepublik Deutschland. Zu einem aktuellen strafrechtlichen und verfassungsrechtlichen Problem, NJW 1988, S. 849–857
- Strafzwecke und Strafrecht, NJW 1989, S. 1338–1343
- Strafvollzugsgesetz.  Gesetz über den Vollzug der Freiheitsstrafe und der freiheitsentziehenden Maßregeln der Besserung und Sicherung mit ergänzenden Bestimmungen. Beck, München 1977 ISBN 3-406-05266-5 (mit Heinz Müller-Dietz)
- Dialogisches Recht. Beiträge zur Rechtstheorie und zu den Grundlagen des Strafrechts im demokratischen und sozialen Rechtsstaat. Mohr, Tübingen 2005 ISBN 3-16-148730-3